# Moritz Moser (Journalist)
Moritz Moser (* 1986 in Feldkirch) ist ein österreichischer Journalist.

## Leben
Moritz Moser studierte nach der Matura in Wien Politikwissenschaft. Danach arbeitete er in der Bundesverwaltung. 2014 wechselte er in den Journalismus. Er arbeitete als Redakteur zur Innenpolitik bei den Onlineportalen NZZ.at und Addendum. Weiters veröffentlichte er Texte im Datum, Der Standard und in der Wiener Zeitung.
Ab 2019 war er Lehrbeauftragter für Journalismus an der FH Wien.
Moritz Moser kehrte nach 15 Jahren in Wien nach Vorarlberg zurück und wurde im Juni 2021 zunächst Lokalredakteur bei der Neuen Vorarlberger Tageszeitung. Im Dezember 2021 folgte er Sebastian Rauch als Chefredakteur der Neuen Vorarlberger Tageszeitung nach. Mit Dezember 2023 wechselte Moser in die Nachrichtenredaktion des ORF Vorarlberg. Moritz Moser ist verheiratet und wohnt in Feldkirch.
Kurzfristig österreichweite Bekanntheit erlangte Moritz Moser im Zuge der Bundespräsidentenwahl in Österreich 2016. Bei der vom Verfassungsgerichtshof angeordneten Wiederholung der Stichwahl zwischen Alexander Van der Bellen und Norbert Hofer erhielt Moser ein beschädigtes Briefwahl-Kuvert, dessen Verklebung nicht richtig ausgeführt war, zugestellt. Nachdem er diesen Umstand im Kurznachrichtendienst Twitter bekannt gemacht hatte, stellte sich heraus, dass sein Briefwahl-Kuvert kein Einzelfall war und zahlreiche weitere Briefwahl-Wähler defekte (und damit von vornherein ungültige) Briefwahl-Kuverts zugestellt bekommen hatten. Schließlich musste aufgrund dieses Umstandes der Wahltermin für die Wiederholung der Stichwahl auf den 4. Dezember 2016 verschoben werden.